# Aruchavank
Aruchavank (Arouchavank, Arouch ou encore Aruch ; en arménien Արուճավանք) est une église du VIIe siècle, situé dans la région d'Aragatsotn et typique de l'architecture arménienne.

## Histoire
Les preuves architecturales et les données bibliographiques trouvées dans l'église Saint-Grégoire d'Aruchavank indiquent qu'elle a été construite par Grégoire Mamikonian vers 660. La date exacte de l'achèvement de cette église provoque une controverse en raison d'inscriptions faisant référence au règne de l'empereur byzantin Constantin III (641). Selon les historiens arméniens Marr, Haroutyunian et Manutcherian, il pourrait y avoir confusion avec l'empereur Constant II (641-668).
L'église a été largement endommagée par des tremblements de terre et probablement par son utilisation comme forteresse aux XVIe et XVIIe siècles.
Les ruines du palais ont été découvertes en 1947 et aussi entre 1950 et 1952. Les restes des deux structures qui faisaient partie du complexe du palais appartenant au prince Grégoire Mamikonian ont été mis au jour sur le côté sud de l'église Saint-Grégoire.
L'église a été reconstruite pendant les années 1946 et 1948, à part le tambour et la coupole.

## Galerie

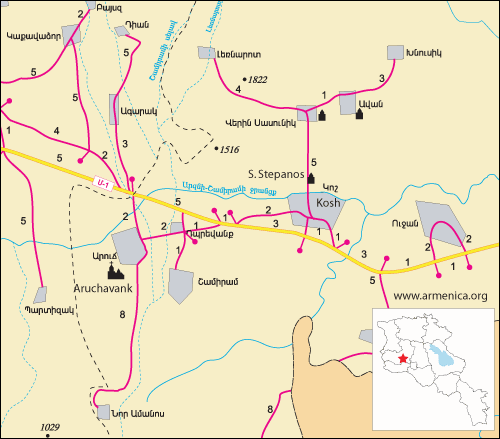
Situation d'Aruchavank.
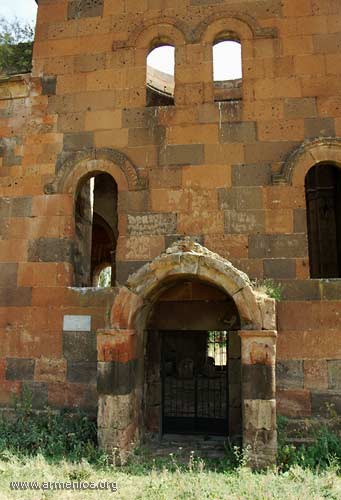
Entrée de l'église Saint-Grégoire.
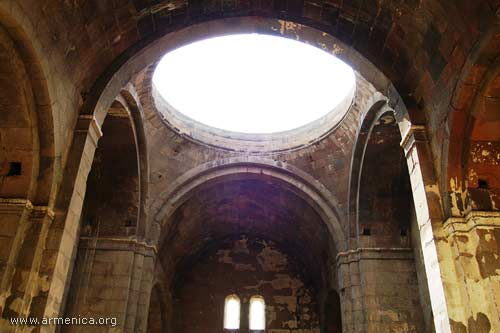
Vue de la coupole de Saint-Grégoire.
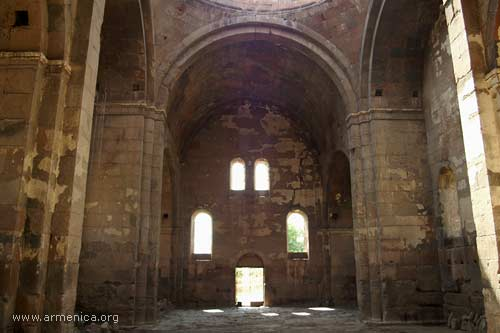
Intérieur de l'église.